# Cirrus Logic

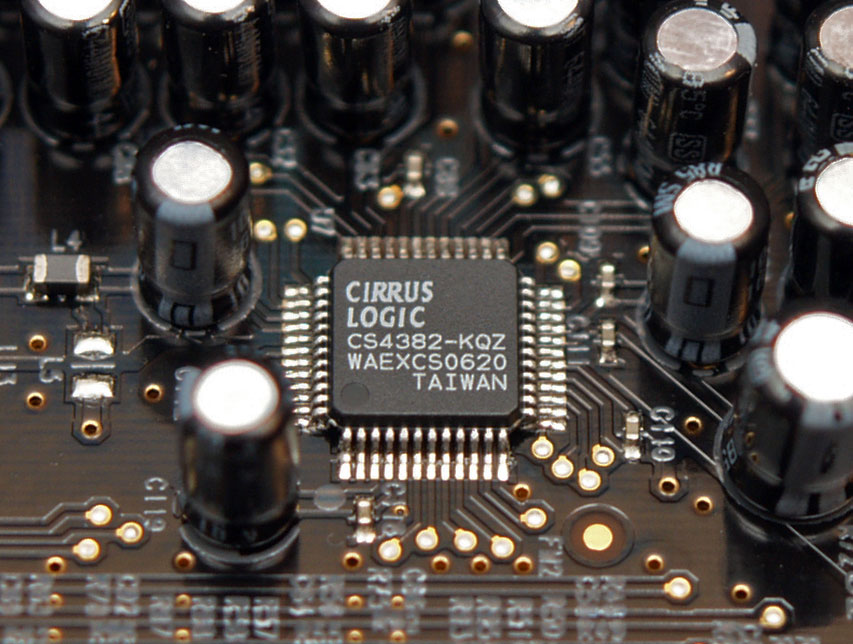
Cirrus Logic CS4382 - convertitore digitale-analogico a 8 canali montato in una scheda audio per computer

Cirrus Logic Inc. è una società fabless produttrice di semiconduttori, specializzata nella progettazione di circuiti integrati analogici, a segnale misto (analogico e digitale) e DSP audio, con sede a Austin, Texas.
Fondata come Patil Systems, Inc. a Salt Lake City nel 1981 dal dott. Suhas Patil, fu successivamente rinominata come Cirrus Logic quando si trasferì nella Silicon Valley nel 1984. Negli anni novanta era nota anche come produttrice di GPU per schede video di personal computer, settore da cui esce nel 1998.
Nel 2007 la società ha acquistato la Tripath, azienda produttrice di chip audio in classe D (vedi T-Amp).